# رينولد روست
رينولد روست (بالألمانية: Reinhold Rost)‏ هو أمين مكتبة ومستشرق ألماني، ولد في 1822 في Eisenburg ‏ في ألمانيا، وتوفي في 1896 في كانتربيري في المملكة المتحدة.